# کینیتی
کینیتی (به لاتین: Kinyeti) یک کوه در سودان جنوبی است که در استوائیه شرقی واقع شده‌است. کینیتی ۳٬۱۸۷ متر بالاتر از سطح دریا واقع شده‌است.